# Руис, Оскар
О́скар Хулиа́н Руи́с Ако́ста (исп. Óscar Julián Ruiz Acosta; род. 1 ноября 1969, Вильявисенсио) — колумбийский футбольный судья. В свободное от судейства время работает адвокатом. Владеет испанским, португальским и английским языками. Судья ФИФА, судит международные матчи с 1995 года. Один из судей розыгрыша финальной стадии Чемпионата мира 2002 в Южной Корее и Японии, Чемпионата мира 2006 в Германии и Чемпионата мира 2010 в ЮАР. В среднем показывает 5,19 жёлтой и 0,44 красной карточек за игру, рекорд — 12 желтых и одна красная (Данные на июль 2010 года).
В 2007 году являлся судьёй скандального матча во внутреннем чемпионате Колумбии между клубами «Хуниором» и «Америкой». После назначения в ворота хозяев спорного пенальти, тренер «Атлетико Хуниор», в прошлом знаменитый футболист Карлос Вальдеррама, покинул пределы технической зоны и стал трясти перед лицом Руиса банкнотой в 50 тысяч песо (около 25 долларов США), желая показать таким образом, продажность рефери. После инцидента матч был прерван из-за вспыхнувших беспорядков, однако всё же был доигран, и завершился со счетом 1:3 в пользу гостей.
В 2024 году участвовал в подготовке судей РПЛ перед началом сезона 2024/2025.